# Задорожный, Андрей Викторович
Андрей Викторович Задорожный (укр. Андрій Вікторович Задорожний; род. 21 мая 1968 года, Киев,Украина) — украинский юрист, правозащитник.
Народный депутат Украины IX созыва.

## Биография
Брат бывшего народного депутата Александра Задорожного.
Окончил факультет международного права в Институте международных отношений Киевского национального университета имени Тараса Шевченко, получил квалификацию юрист-международник и референт-переводчик английского языка.
С 1995 года ведет адвокатскую практику. Задорожный в течение 20 лет работает директором ООО "Юридическая фирма «Проксен».
Он является директором БО "Благотворительный фонд «Проксен».

## Политическая деятельность
Кандидат в народные депутаты от партии «Слуга народа» на парламентских выборах 2019 года, № 119 в списке. На время выборов: директор ООО "Юридическая фирма «Проксен», беспартийный. Проживает в Киеве.
Член Комитета Верховной Рады по вопросам экологической политики и природопользования.
Член Украинской части межпарламентской ассамблеи Парламента Грузии, Парламента Республики Молдова и Верховной Рады Украины.